# Liste der Bischöfe von Breslau

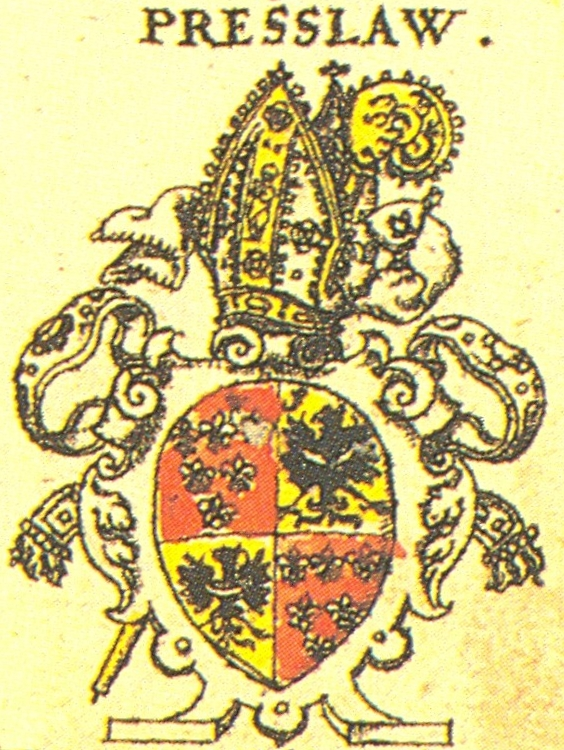
Wappen des Bistums Breslau nach Siebmachers Wappenbuch von 1605

Die Liste der Bischöfe von Breslau stellt die Bischöfe, Fürstbischöfe und Erzbischöfe des Erzbistums Breslau vor.
Religiöses Zentrum ist der Breslauer Dom St. Johannes des Täufers (poln. Bazylika Archikatedralna św. Jana Chrzciciela).
Die Bischöfe werden von den Weihbischöfen in Breslau unterstützt.

## Bischofsliste
| Nr. | Bischof                                                    | von  | bis  | Anmerkung | Darstellung               | Wappen                                  |
| --- | ---------------------------------------------------------- | ---- | ---- | --- | ------------------------- | --------------------------------------- |
| 01  | Johann                                                     | 1000 |      | Nachdem das Bistum nach Johann wieder untergegangen ist, beginnt die Zählweise erst mit Johann I. (1062–1072). |                           |                                         |
| 02  | Hieronymus                                                 | 1046 | 1062 | |                           |                                         |
| 03  | Johann I.                                                  | 1062 | 1072 | |                           |                                         |
| 04  | Peter I.                                                   | 1074 | 1111 | |                           |                                         |
| 05  | Siroslaus I.                                               | 1112 | 1120 | |                           |                                         |
| 06  | Haymo                                                      | 1120 | 1126 | |                           |                                         |
| 07  | Robert I.                                                  | 1127 | 1142 | |                           |                                         |
| 08  | Robert II.                                                 | 1142 | 1146 | [ 1 ] |                           |                                         |
| 09  | Johann II.                                                 | 1146 | 1149 | | Siegel                    |                                         |
| 10  | Walter                                                     | 1149 | 1169 | |                           |                                         |
| 11  | Siroslaus II.                                              | 1170 | 1198 | |                           |                                         |
| 12  | Jaroslaw von Oppeln                                        | 1198 | 1201 | |                           |                                         |
| 13  | Cyprian                                                    | 1201 | 1207 | |                           |                                         |
| 14  | Lorenz                                                     | 1207 | 1232 | |                           |                                         |
| Nr. | Fürstbischof (seit 1240)                                   | von  | bis  | Anmerkung | Darstellung               | Wappen                                  |
| 15  | Thomas I.                                                  | 1232 | 1268 | |                           | Wappen                                  |
|     | Wladislaw von Schlesien                                    | 1268 | 1270 | Wladislaw hatte sich bereits um die Bischofsstühle in Bamberg (1257) und Passau (1265) bemüht und wurde schließlich zum Erzbischof von Salzburg erhoben (1265–1270). Als er schließlich zum Bischof von Breslau erwählt wurde, wollte er das Salzburger Amt nicht aufgeben und der Papst verweigerte daher die Zustimmung, so dass er in Breslau lediglich als Administrator arbeitete. |                           |                                         |
|     | Thomas II.                                                 | 1270 | 1292 | |                           | Wappen                                  |
|     | Johann III. Romka                                          | 1292 | 1301 | |                           | Wappen                                  |
|     | Heinrich von Würben                                        | 1302 | 1319 | | Siegel                    |                                         |
|     | Vitus von Habdank                                          | 1319 | 1326 | In einer schismatischen Wahl wählte das Domkapitel Vitus und Lutold von Kremsier, von denen sich keiner von beiden durchsetzen konnte und beide schließlich resignierten. Nikolaus von Banz war in diesem Zeitraum der Sedisvakanz als Administrator eingesetzt. |                           |                                         |
|     | Lutold von Kremsier                                        | 1319 | 1326 | In einer schismatischen Wahl wählte das Domkapitel Lutold und Vitus von Habdank, von denen sich keiner von beiden durchsetzen konnte und beide schließlich resignierten. Nikolaus von Banz war in diesem Zeitraum der Sedisvakanz als Administrator eingesetzt. |                           |                                         |
|     | Nikolaus von Banz                                          | 1319 | 1326 | Nach der Doppelwahl von Vitus von Habdank und Lutold von Kremsier war Nikolaus als Administrator eingesetzt. |                           |                                         |
|     | Nanker                                                     | 1326 | 1341 | | Siegel                    | Wappen                                  |
|     | Preczlaw von Pogarell                                      | 1342 | 1376 | | Hochgrab                  | Familienwappen                          |
|     | Dietrich von Klattau                                       | 1376 | 1380 | Dietrich wurde 1376 gewählt und schließlich 1378 durch den Avignoner Papst Clemens VII. bestätigt. Er blieb jedoch in Avignon und verstarb dort 1387. |                           |                                         |
|     | Johannes von Neumarkt                                      | 1380 | 1380 | Johannes wurde 1380 gewählt und durch den römischen Papst Urban VI. bestätigt. Er verstarb noch vor seinem Amtsantritt. | Malerei                   |                                         |
|     | Heinrich von Liegnitz                                      | 1379 | 1381 | Heinrich stammte aus der Familie der schlesischen Piasten und war nichtregierender Herzog von Liegnitz. Aufgrund der instabilen religiösen Verhältnisse war er als Administrator bestellt. Nach dem Breslauer Bierkrieg gab er das Amt an seinen Bruder ab. |                           |                                         |
|     | Wenzel von Liegnitz                                        | 1382 | 1417 | Wenzel folgte seinem Bruder Heinrich von Liegnitz als Administrator (1381–1382) nach und nahm anschließend die Bischofswürde an. Er resignierte 1417 und lebte auf Schloss Ottmachau, wo er 1419 starb. | Grabmal                   |                                         |
|     | Konrad von Oels                                            | 1417 | 1447 | Konrad trug den Titel eines Herzogs von Oels und Bernstadt. In den Hussitenkriegen wurde das Bistum verwüstet. |                           |                                         |
|     | Peter II. Nowag                                            | 1447 | 1456 | | Grabmal                   | Wappen                                  |
|     | Jodok von Rosenberg                                        | 1456 | 1467 | | Grabmal                   | Familienwappen                          |
|     | Rudolf von Rüdesheim                                       | 1468 | 1482 | | Grabmal                   |                                         |
|     | Johann IV. Roth                                            | 1482 | 1506 | | Grabmal                   | Familienwappen                          |
|     | Johann V. Thurzo                                           | 1506 | 1520 | | Grabmal                   | Familienwappen                          |
|     | Jakob von Salza                                            | 1520 | 1539 | |                           | Wappen                                  |
|     | Balthasar von Promnitz                                     | 1539 | 1562 | |                           | Familienwappen                          |
|     | Kaspar von Logau                                           | 1562 | 1574 | | Wappen                    | Wappen                                  |
|     | Martin von Gerstmann                                       | 1574 | 1585 | |                           |                                         |
|     | Andreas von Jerin                                          | 1585 | 1596 | | Zeitgenössisches Gemälde  | Wappen                                  |
|     | Bonaventura Hahn                                           | 1596 | 1599 | Die Wahl Bonaventuras von 1596 wurde durch den Kaiser für ungültig erklärt und der Papst zwang ihn 1599 zur Resignation. | Medaille                  |                                         |
|     | Paul Albert                                                | 1599 | 1600 | Paul Albert verstarb nach der Wahl, noch vor der Weihe. |                           | Wappen                                  |
|     | Johann VI. von Sitsch                                      | 1600 | 1608 | |                           | Wappen                                  |
|     | Karl von Österreich                                        | 1608 | 1624 | Karl trug den Titel eines Erzherzogs von Innerösterreich. | Gemälde                   | Wappen des Erzherzogtums der Habsburger |
|     | Karl Ferdinand Wasa                                        | 1625 | 1655 | | Zeitgenössisches Gemälde  | Wappen                                  |
|     | Johann Balthasar Liesch von Hornau                         | 1635 | 1655 | Da Karl Ferdinand Wasa nicht in Breslau residierte übernahm Johann Balthasar Liesch die Funktion des Administrators. |                           |                                         |
|     | Leopold Wilhelm von Österreich                             | 1656 | 1662 | | Zeitgenössisches Gemälde  | Wappen des Erzherzogtums der Habsburger |
|     | Karl Joseph von Österreich                                 | 1663 | 1664 | Dem jungen Erzherzog stand Sebastian von Rostock als Koadjutor zur Seite. Karl Joseph verstarb im Alter von 14 Jahren. | Gemälde                   | Wappen des Erzherzogtums der Habsburger |
|     | Sebastian von Rostock                                      | 1665 | 1671 | |                           | Wappen                                  |
|     | Friedrich von Hessen-Darmstadt                             | 1671 | 1682 | | Zeichnung                 | Wappen                                  |
|     | Karl von Liechtenstein                                     | 1682 | 1683 | Karl resignierte auf päpstliche Order zugunsten des Olmützer Bischofsstuhls. | Gemälde                   | Wappen                                  |
|     | Franz Ludwig von Pfalz-Neuburg                             | 1683 | 1732 | Franz Ludwig übernahm die Bischofswürde für die ursprünglich sein Bruder Wolfgang Georg Friedrich von der Pfalz vorgesehen war. | Porträt                   | Wappen                                  |
|     | Philipp Ludwig Kardinal Graf von Sinzendorf                | 1732 | 1747 | | Zeitgenössischer Stich    | Wappen                                  |
|     | Philipp Gotthard von Schaffgotsch                          | 1748 | 1795 | Philipp Gotthard war bereits seit 1744 Koadjutor. Im Siebenjährigen Krieg residierte er im österreichischen Teil des Bistums. | Gemälde                   | Wappen                                  |
|     | Johann Moritz von Strachwitz                               | 1757 | 1781 | Johann Moritz verwaltete den im Siebenjährigen Krieg abgetrennten preußischen Teil des Bistums. Seit 1761 war er zugleich Weihbischof. |                           | Familienwappen                          |
|     | Anton Ferdinand von Rothkirch und Panthen                  | 1781 | 1795 | Anton Ferdinand war Verwalter des preußischen Teils und Weihbischof. |                           |                                         |
|     | Joseph Christian Franz zu Hohenlohe-Waldenburg-Bartenstein | 1795 | 1817 | Joseph Christian Franz war bereits seit 1787 Koadjutor des preußischen Teils. |                           | Wappen                                  |
|     | Emanuel von Schimonsky                                     | 1824 | 1832 | Emanuel war bereits Kapitularvikar und Apostolischer Administrator (1817–1824). | Zeitgenössische Radierung | Wappen                                  |
|     | Leopold von Sedlnitzky                                     | 1836 | 1840 | Leopold war bereits Kapitularvikar (1832–1836). Er resignierte 1840. |                           | Wappen                                  |
|     | Ignaz Ritter                                               | 1840 | 1843 | Ignaz Ritter war Kapitularvikar mit Aussichten auf den Bischofsstuhl. Unter seinem Nachfolger bekleidete er das Amt des Generalvikars. |                           |                                         |
|     | Joseph Knauer                                              | 1843 | 1844 | Joseph wurde 1841 gewählt und 1843 geweiht. Er war Großdechant der Grafschaft Glatz (1809–1843). | Gemälde                   | Wappen                                  |
|     | Daniel Latussek                                            | 1844 | 1845 | Daniel war Kapitularvikar und seit 1838 Weihbischof. |                           |                                         |
|     | Melchior Kardinal Freiherr von Diepenbrock                 | 1845 | 1853 | | Gemälde                   | Wappen                                  |
|     | Heinrich Förster                                           | 1853 | 1881 | | Zeitgenössischer Stich    | Wappen                                  |
|     | Hermann Gleich                                             | 1881 | 1882 | Hermann war Kapitularvikar und seit 1875 Weihbischof. |                           |                                         |
|     | Robert Herzog                                              | 1882 | 1886 | |                           | Wappen                                  |
|     | Hermann Gleich                                             | 1886 | 1887 | Kapitularvikar |                           |                                         |
|     | Georg von Kopp                                             | 1887 | 1914 | | Zeitgenössische Abbildung | Wappen                                  |
| Nr. | Erzbischof (seit 1930)                                     | von  | bis  | Anmerkung | Darstellung               | Wappen                                  |
|     | Adolf Bertram                                              | 1914 | 1945 | Adolf war von 1930 bis zum 6. Juli 1945 erster Erzbischof. Das Bistum Berlin wurde am 13. August 1930 gegründet. Breslau gehört seit dem Ende des Zweiten Weltkrieges zu Polen. | Zeitgenössische Abbildung | Wappen                                  |
| Nr. | Kapitularvikar                                             | von  | bis  | Anmerkung | Darstellung               | Wappen                                  |
|     | Ferdinand Piontek                                          | 1945 | 1945 | Ferdinand war Kapitularvikar vom 16. Juli 1945 bis 31. August 1945. |                           |                                         |
|     | Karol Milik                                                | 1945 | 1951 | Am 1. September 1945 erfolgte die Aufteilung in die Jurisdiktionsbezirke Breslau, Oppeln, Landsberg an der Warthe und Görlitz, die jeweils von eigenen Administratoren bzw. Kapitularvikaren betreut wurden. Karol war Administrator im Jurisdiktionsbezirk Breslau. | Grabmal                   |                                         |
|     | Kazimierz Lagosz                                           | 1951 | 1956 | |                           |                                         |
|     | Bolesław Kominek                                           | 1956 | 1972 | Bolesław war seit 1951 Weihbischof. 1972 wurde eine kirchenrechtliche Neugliederung vorgenommen. Opole und Gorzów Wielkopolski wurden selbständige Bistümer, Görlitz wurde Apostolische Administratur und ab 1994 ebenfalls Bistum, für die deutschen Vertriebenen wurde eine Visitation gegründet.                                                                                     | Foto                      | Wappen                                  |
| Nr. | Erzbischof                                                 | von  | bis  | Anmerkung | Darstellung               | Wappen                                  |
|     | Bolesław Kominek                                           | 1972 | 1974 | Bolesław war der erste Erzbischof nach dem Zweiten Weltkrieg. | Foto                      | Wappen                                  |
|     | Wincenty Urban                                             | 1974 | 1976 | Kapitularvikar |                           |                                         |
|     | Henryk Roman Gulbinowicz                                   | 1976 | 2004 | | Foto                      | Wappen                                  |
|     | Marian Gołębiewski                                         | 2004 | 2013 | | Foto                      | Wappen                                  |
|     | Józef Kupny                                                | 2013 |      | |                           |                                         |

### Bischofslisten
- Ernst Friedrich Mooyer: Verzeichnisse der deutschen Bischöfe seit dem Jahr 800 nach Chr. Geb., Minden 1854, S. 17–18.
- Friedrich Wilhelm Ebeling: Die deutschen Bischöfe bis zum Ende des sechzehnten Jahrhunderts. 1. Band, Leipzig 1858, S. 112–122.
- Hugo Weczerka (Hrsg.): Handbuch der historischen Stätten. Band: Schlesien (= Kröners Taschenausgabe. Band 316). Kröner, Stuttgart 1977, ISBN 3-520-31601-3, S. 604 f.
- Jan Kopiec. In: Erwin Gatz: Die Bistümer des Heiligen Römischen Reiches bis zur Säkularisation, S. 142, ISBN 3-451-28075-2.

### Weiterführende Literatur
- Joseph Jungnitz: Die Grabstätten der Breslauer Bischöfe, Breslau 1895
- K. Kastner: Breslauer Bischöfe, Breslau 1929
- Erwin Gatz (Hrsg.), unter Mitarbeit von Clemens Brodkorb: Die Bischöfe des Heiligen Römischen Reiches 1198 bis 1448. Ein biographisches Lexikon. Duncker & Humblot, Berlin 2001, ISBN 3-428-10303-3.
- Erwin Gatz (Hrsg.), unter Mitarbeit von Clemens Brodkorb: Die Bischöfe des Heiligen Römischen Reiches 1448 bis 1648. Ein biographisches Lexikon. Duncker & Humblot, Berlin 1996, ISBN 3-428-08422-5.
- Erwin Gatz (Hrsg.), unter Mitarbeit von Stephan M. Janker: Die Bischöfe des Heiligen Römischen Reiches 1648 bis 1803. Ein biographisches Lexikon. Duncker & Humblot, Berlin 1990, ISBN 3-428-06763-0.
- Erwin Gatz (Hrsg.): Die Bischöfe der deutschsprachigen Länder 1785/1803 bis 1945. Ein biographisches Lexikon. Duncker & Humblot, Berlin 1983, ISBN 3-428-05447-4.
- Józef Pater: Die Neubesiedelung Niederschlesiens im Kontext der Neugründung des Bistums Breslau in den Jahren 1945 bis 1951. In: Kulturen in Begegnung. Collegium Pontes, Wrocław–Görlitz 2004, ISBN 83-7432-018-4.